# Marcel L'Herbier
Marcel L'Herbier   (10è districte de París, 23 d'abril de 1888 - 7è districte de París, 26 de novembre de 1979) fou un director de cinema francès de la primera avantguarda.
També va ser poeta, jurista, teòric del cinema, fundador de l'IDHEC, actor important en l'organització del cinema francès dins dels sindicats cinematogràfics i pioner de la televisió francesa.

## Biografia
Marcel L'Herbier va descobrir el setè art al Servei Cinematogràfic de l'exèrcit francès durant la Gran Guerra i es va convertir en una de les principals figures de l'impressionisme cinematogràfic. Influenciat per la literatura simbolista, L'Herbier era un apassionat de l'escriptura abans de passar a dirigir a través del xoc que va sentir amb la visió de The Cheat de Cecil B. DeMille el 1915.
urant el període del cinema mut, L'Herbier va ser un dels mestres del cinema amb pel·lícules com El Dorado (1921), L'Inhumaine (1924), Feu Mathias Pascal (1926), L'Argent, considerades obres cabdals de l'avantguarda francesa. Primer va treballar per a la societat Gaumont però, en no trobar-hi el capital que considerava útil per al seu treball creatiu, va fundar la seva pròpia productora, Cinégraphic.
Va fer una crida a Robert Mallet-Stevens per a l'escenografia de L'Inhumaine el 1924.
Les seves pel·lícules sonores més importants són Le Mystère de la chambre jaune (1930), Le Parfum de la dame en noir (1931), Forfaiture (1937), La Nuit fantastique (1942) i L'Honorable Catherine (1943).
El 1943, va fundar l'IDHEC que va dirigir ocasionalment fins al 1952 i després va ser president del consell fins al 1969.
El 1953, L'Herbier va ser un dels primers directors de cinema a treballar per a la televisió francesa, rodant una de les primeres pel·lícules franceses de televisió Adrienne Mesurat, una adaptació de la novel·la de Julien Green.
Marcel l'Herbier va ser el primer a donar una oportunitat a Jean Marais, que va aparèixer en diverses de les seves pel·lícules (la primera fou L'Épervier el 1933), sense que mai li donés un paper real.
Marcel L'Herbier va morir a París i està enterrat al cementiri de Montparnasse.

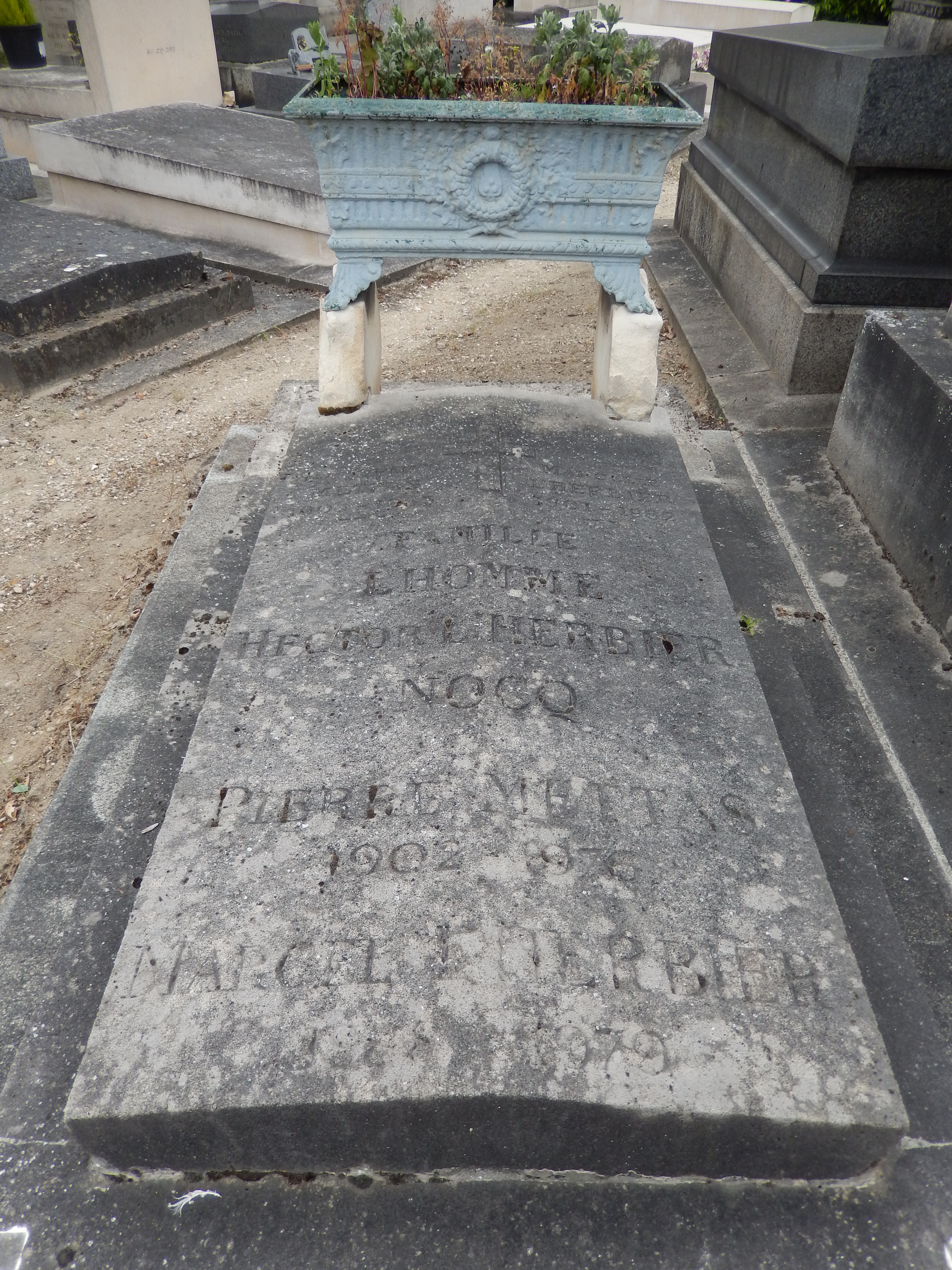
Tomba de Marcel L'Herbier (cementiri de Montparnasse, divisió 3)

## Filmografia

### Films muts
- Phantasmes, 1918
- Rose-France, 1918
- Le Bercail, 1919
- Le Carnaval des vérités, 1920
- L'Homme du large, 1920
- Villa Destin, 1920
- Prométhée…banquier, 1921 - Migmetratge
- El Dorado, 1921
- Don Juan et Faust, 1922
- Résurrection, 1922 - Film inacabat
- L'Inhumaine, 1924
- Feu Mathias Pascall, 1925
- Le Vertige, 1926
- Le Diable au cœur, 1927
- Nuits de Princes, 1928-29
- L'Argent, 1928

### Films sonors
- L'Enfant de l'amour, 1929-1930
- Le Mystère de la chambre jaune, 1930
- Le Parfum de la dame en noir, 1931
- L'Epervier, 1933
- Le Scandale, 1934
- L'Aventurier, 1934
- Le Bonheur, 1934
- La Route impériale, 1935
- Veille d'armes, 1935
- Les Hommes nouveaux, 1936
- La Porte du large, 1936
- Nuits de feu, 1936
- La Citadelle du silence, 1937
- Forfaiture, 1937
- La Tragédie impériale, 1938
- Adrienne Lecouvreur, 1938
- Terre de feu, 1938
- La Brigade sauvage, 1938
- Children's corner, 1938 - Curtmetratge, "Cinéphonie" sobre la música de Debussy
- Entente cordiale, 1939
- La Mode rêvée, 1939 - Curtmetratge
- La Comédie du bonheur, 1940
- Histoire de rire, 1941
- La Nuit fantastique, 1942
- L'Honorable Catherine, 1942
- La Vie de bohème, 1943
- Au petit bonheur, 1945
- L'Affaire du collier de la Reine, 1946
- La Révoltée, 1947
- Les Derniers jours de Pompéï, 1948
- Le Père de Mademoiselle, 1953

### Televisió
- Adrienne Mesurat, 1953
- Zamore, 1954
- Le Jeu de l'amour et du hasard, 1954
- Les Fausses confidences, 1955
- Le Ciel de lit, 1955